# مسجد خواجه مرجان‌لی
مسجد خواجه مرجان‌لی (ترکی آذربایجانی: Xoca Mərcanlı məscidi) یک مسجد واقع در خیابان میرزا علی‌اکبر صابر محله خواجه مرجان‌لی در شهر شوشی است. این مسجد در سده هجدهم میلادی ساخته شد.